# Resolutie 1189 Veiligheidsraad Verenigde Naties
Resolutie 1189 van de Veiligheidsraad van de Verenigde Naties werd op 13 augustus 1998 unaniem aangenomen door de VN-Veiligheidsraad, en veroordeelde de bomaanslagen op de Amerikaanse ambassades in Kenia en Tanzania.

## Achtergrond
Op 7 augustus 1998 werden in de Keniaanse hoofdstad Nairobi en de Tanzaniaanse miljoenenstad Dar es Salaam gelijktijdig zware bomaanslagen gepleegd op de Amerikaanse ambassades in beide steden. Daarbij kwamen honderden mensen om het leven, de meesten in Kenia. Ook vielen er duizenden gewonden en werd enorme schade aangericht. De aanslagen worden toegeschreven aan de Egyptische Islamitische Jihad, die in 2001 samensmolt met Al Qaida.

## Inhoud

### Waarnemingen
Men was diep geschokt door de terreurdaden in Nairobi en Dar es Salaam. Dergelijke daden konden de betrekkingen tussen, en de veiligheid van landen schaden. Het was dan ook in het belang van de internationale vrede en veiligheid dat er iets aan gedaan werd.
Geen lidstaat mag terreuracties tegen andere landen organiseren, aanmoedigen of eraan deelnemen. Er moest meer internationale samenwerking komen tussen landen om maatregelen te nemen om terreur te voorkomen en bestrijden.

### Handelingen
De bomaanslagen in Nairobi en Dar es Salaam werden sterk veroordeeld. De families van de slachtoffers werden gecondoleerd. Aan alle landen werd gevraagd mee te werken aan het onderzoek en de heropbouw van infrastructuur. Verder werden alle landen opgeroepen samenwerkingsmaatregelen te nemen om dergelijke terreuracties in het vervolg te voorkomen en om daders ervan te berechten en straffen.
Lijst ·  1147 ·  1148 ·  1149 ·  1150 ·  1151 ·  1152 ·  1153 ·  1154 ·  1155 ·  1156 ·  1157 ·  1158 ·  1159 ·  1160 ·  1161 ·  1162 ·  1163 ·  1164 ·  1165 ·  1166 ·  1167 ·  1168 ·  1169 ·  1170 ·  1171 ·  1172 ·  1173 ·  1174 ·  1175 ·  1176 ·  1177 ·  1178 ·  1179 ·  1180 ·  1181 ·  1182 ·  1183 ·  1184 ·  1185 ·  1186 ·  1187 ·  1188 ·  1189 ·  1190 ·  1191 ·  1192 ·  1193 ·  1194 ·  1195 ·  1196 ·  1197 ·  1198 ·  1199 ·  1200 ·  1201 ·  1202 ·  1203 ·  1204 ·  1205 ·  1206 ·  1207 ·  1208 ·  1209 ·  1210 ·  1211 ·  1212 ·  1213 ·  1214 ·  1215 ·  1216 ·  1217 ·  1218 ·  1219
]
]